# Fundación Global Nature
La Fundación Global Nature es una entidad privada española, de carácter benéfico docente, fundada en 1993 y orientada a la conservación y protección del medio ambiente. A nivel internacional es socia de la Global Nature Fund, fundada en Alemania en 1998, con la que colabora en el proyecto Living Lakes. La Fundación Global Nature está considerada por la AECID como una Organización No Gubernamental para el Desarrollo (ONGD), pues parte de sus actividades se llevan a cabo en países en vías de desarrollo.
La sede central de la Fundación Global Nature se encuentra en Madrid. Además cuenta con varios centros en donde desarrolla el grueso de sus proyectos de recuperación de humedales, protección medioambiental o conservación de la biodiversidad faunística y florística. Entre ellos se encuentran:
- Torrejón el Rubio (Cáceres). Centro de educación ambiental vinculado al Parque nacional de Monfragüe.
- Fuentes de Nava (Palencia). Centro de estudios ambientales centrado en las lagunas esteparias de Tierra de Campos y los humedales del Canal de Castilla.
- Lorca (Murcia). "Reserva biológica" para la conservación de la tortuga mora (Testudo graeca).